# Hettang
Hettang je časová jednotka v geologických vědách, označující geologický věk (chronologická jednotka) a stupeň (stratigrafická jednotka) v období spodní jury. K roku 2025 je toto období v dějinách planety Země datováno na 201,4 (± 0,2) až 199,3 (± 0,3) milionu let před současností. Jedná se tedy o období dlouhé přibližně 2,1 milionu let, což odpovídá krátkým věkům/stupním druhohorní éry. Tomuto prvnímu a tedy nejstaršímu jurskému stupni předchází poslední triasový stupeň rhaet a následuje po něm stupeň sinemur.

## Historie

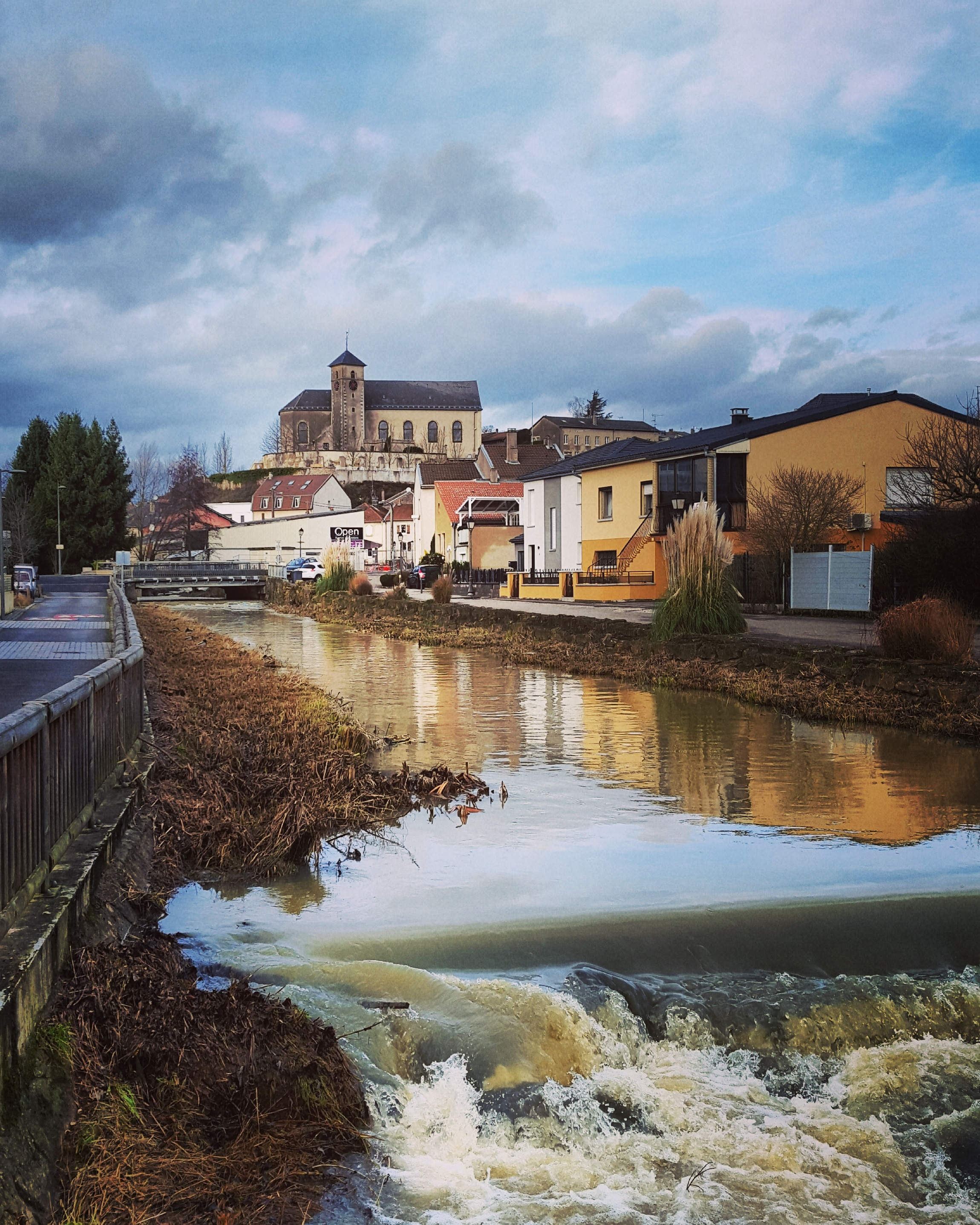
Kostel v obci Hettange-Grande, podle které je geologické období hettang pojmenováno.

Název hettang zavedl v roce 1864 švýcarský paleontolog Eugène Renevier podle jména města Hettange-Grande, nacházejícího se na území severovýchodní Francie (nedaleko hranic s Lucemburskem). Spodní hranicí (bází) tohoto období ve stratigrafickém pojetí je první výskyt amonita druhu Psiloceras, svrchní hranicí je pak ve stratigrafickém sledu první výskyt amonitů rodu Vermiceras a Metophioceras. Globální referenční profil pro bázi tohoto období se nachází v sekci Kuhjoch v rámci pohoří Karwendel na západě Rakouska.

## Fauna

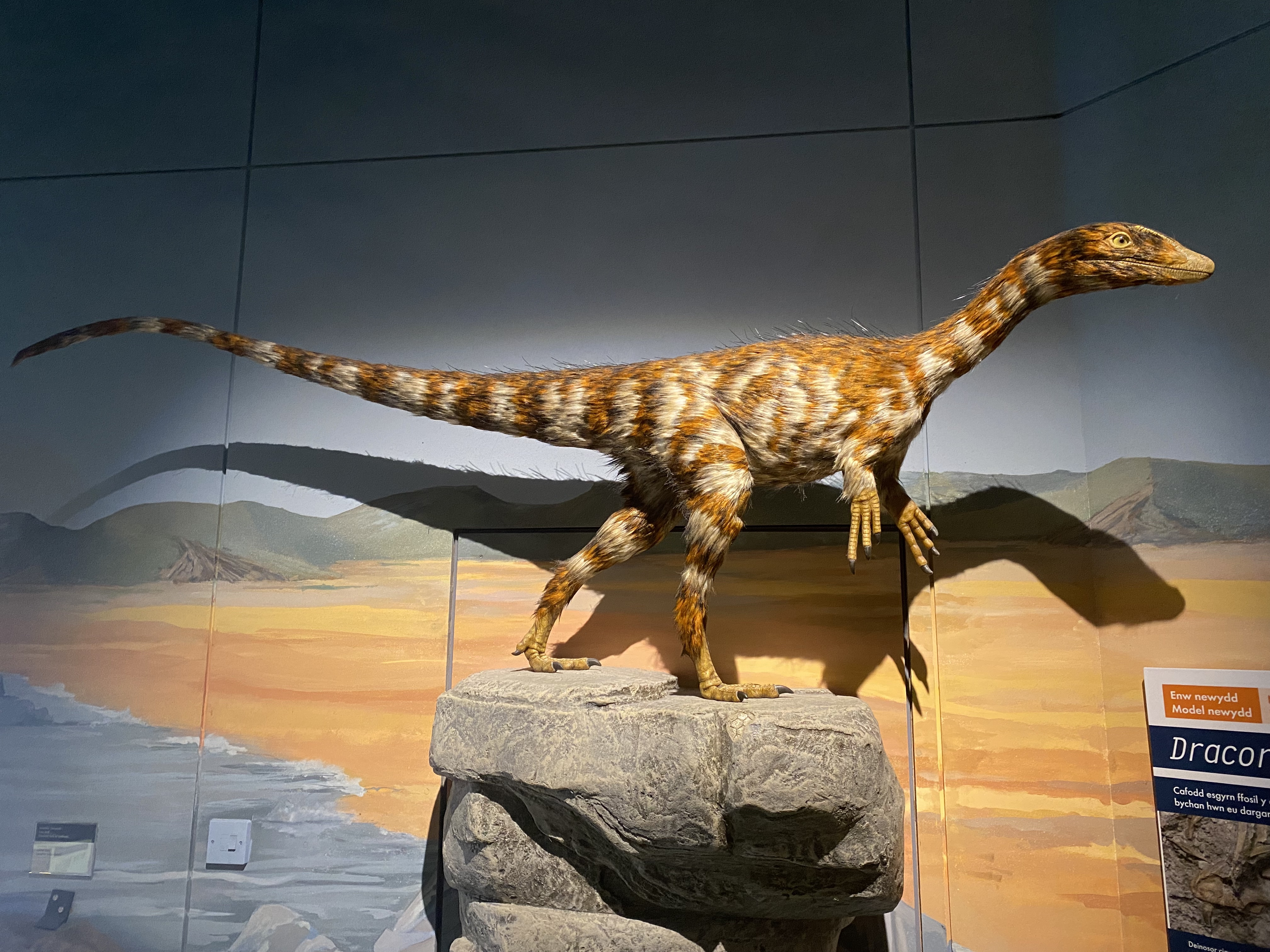
Model teropoda druhu Dracoraptor hanigani, jednoho z nejstarších známých jurských dinosaurů.

Na začátku tohoto období se přírodní svět vzpamatovával z v pořadí čtvrtého hromadného vymírání v dějinách - hromadné vymírání na hranici triasu a jury, které se odehrálo asi před 201,4 milionu let. Na souších se nyní stali dominantní skupinou obratlovců dinosauři. Ze známých geologických souvrství tohoto období, ve kterých nalézáme fosilie dinosaurů, je třeba zmínit například souvrství Moon-Airel na severu Francie, ze kterého známe fosilie vývojově primitivních teropodních dinosaurů rodu Halticosaurus, Liliensternus a Lophostropheus (pochybný taxon). V Anglii se nachází souvrství Blue Lias ("modrý lias"), z něhož známe jednoho z nejstarších jurských dinosaurů vůbec, rod Dracoraptor (a dále pochybné teropodí rody Dornraptor a Sarcosaurus). V Severní Americe se nachází souvrství Portland, z něhož známe rody Anchisaurus (sauropodomorf) a Podokesaurus (teropod). Na území Antarktidy spadá do tohoto období geologické souvrství Hanson, z něhož byly formálně popsány rody Glacialisaurus (sauropodomorf) a Cryolophosaurus (teropod; navíc je odtud známo několik dalších dosud nepopsaných dinosaurů). V Africe patří k období hettangu například jihoafrické souvrství Elliot, ze kterého známe dinosaury jako je Eocursor, Heterodontosaurus, Aardonyx, Massospondylus, Dracovenator nebo Megapnosaurus. V Číně patří k nejbohatším geologickým formacím souvrství Lufeng, z něhož známe například dinosaury rodů Lufengosaurus, Yunnanosaurus, Sinosaurus a Panguraptor.

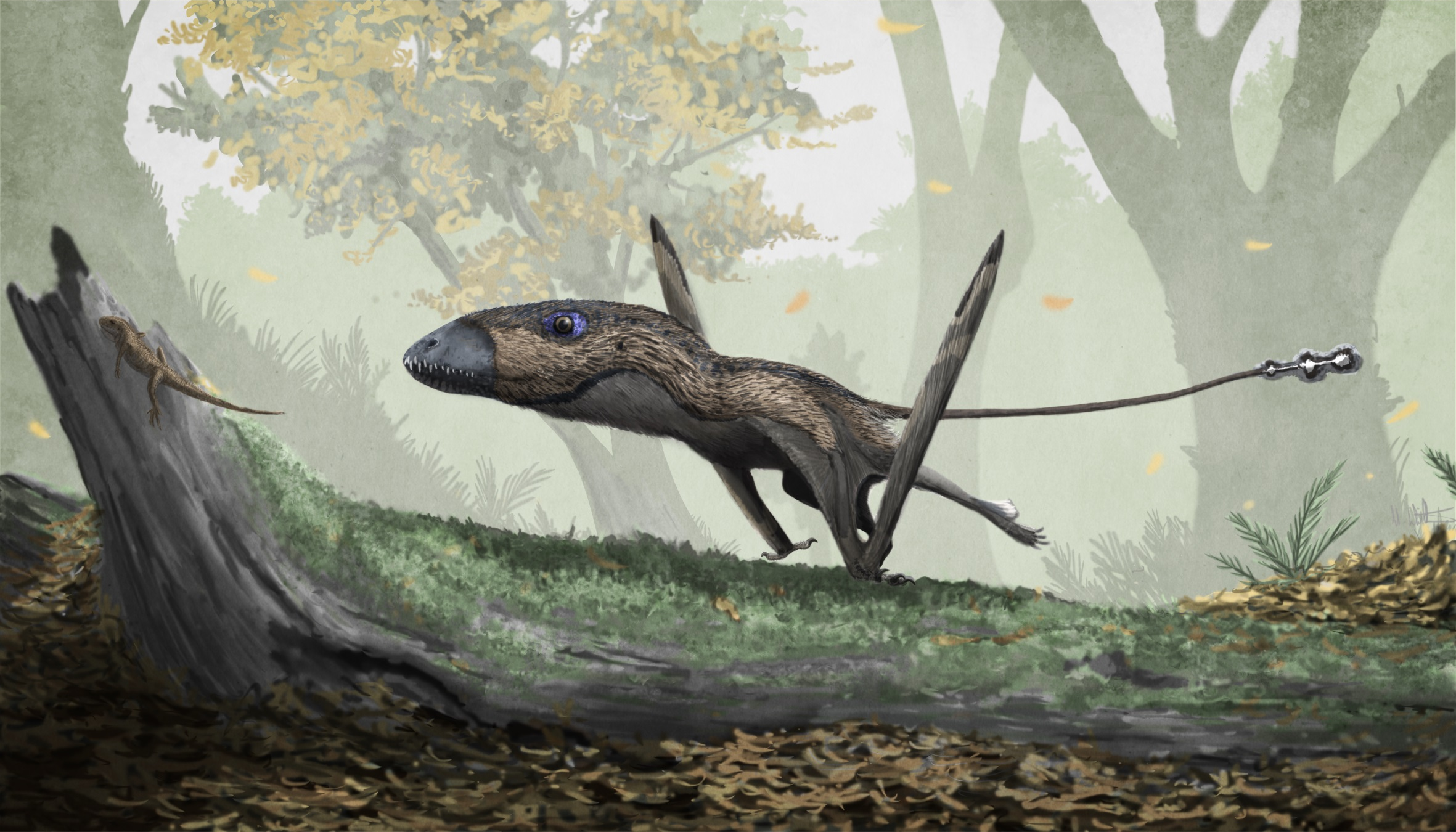
Dimorphodon macronyx - vývojově primitivní ptakoještěr, který se objevil právě v období hettangu.

Ve vzdušných ekosystémech začínaly v tomto období dominovat také mnohé formy pterosaurů (například rody Dimorphodon a Rhampinion) a v mořích a oceánech pak kromě žraloků převážně dravých mořských plazů různých tvarů a velikostí, zejména pak ze skupiny plesiosaurů. Mezi ty patřily například evropské rody Stratesaurus, Lindwurmia a Anningasaura. Z tohoto období jsou známé také početné fosilní stopy dinosaurů i jiných obratlovců, a to například i na území Polska.